# Hell in a Cell (WWE)

Logo ufficiale di Hell in a Cell

Hell in a Cell è uno degli eventi a pagamento organizzato annualmente dalla WWE.
La prima edizione dell'evento risale al 2009, quando ha sostituito No Mercy. 
Il nome dell'evento è stato scelto dai fan tramite un sondaggio sul sito ufficiale della WWE nel giugno 2009 tenendo presente la tipologia dei match. Hell in a Cell è stato il più votato davanti a No Escape, Lock Up e Rage in a Cage.
L'evento include sempre dei match svolti con la stipulazione hell in a cell, nei quali i contendenti si affrontano all'interno di una struttura a gabbia alta 20 piedi. La gabbia è molto più ampia di quella di un normale steel cage ed offre uno spazio fuori dal ring nel quale i wrestler possono lottare, usufruendo inoltre degli oggetti presenti sotto al quadrato. Il tetto è raggiungibile dall'esterno, ma raramente il match si sposta su di esso. 

## Edizioni
|  | Evento esclusivo del roster di Raw       |
|  | Evento esclusivo del roster di SmackDown |

| Edizione        | Data              | Città       | Sede                     | Main event                                                  |
| --------------- | ----------------- | ----------- | ------------------------ | ----------------------------------------------------------- |
| 2009 (Dettagli) | 4 ottobre 2009    | Newark      | Prudential Center        | Shawn Michaels e Triple H vs. Cody Rhodes e Ted DiBiase Jr. |
| 2010 (Dettagli) | 3 ottobre 2010    | Dallas      | American Airlines Center | Kane vs. The Undertaker                                     |
| 2011 (Dettagli) | 2 ottobre 2011    | New Orleans | New Orleans Arena        | Alberto Del Rio vs. CM Punk vs. John Cena                   |
| 2012 (Dettagli) | 28 ottobre 2012   | Atlanta     | Philips Arena            | CM Punk vs. Ryback                                          |
| 2013 (Dettagli) | 27 ottobre 2013   | Miami       | American Airlines Arena  | Daniel Bryan vs. Randy Orton                                |
| 2014 (Dettagli) | 26 ottobre 2014   | Dallas      | American Airlines Center | Dean Ambrose vs. Seth Rollins                               |
| 2015 (Dettagli) | 25 ottobre 2015   | Los Angeles | Staples Center           | Brock Lesnar vs. The Undertaker                             |
| 2016 (Dettagli) | 30 ottobre 2016   | Boston      | TD Garden                | Charlotte vs. Sasha Banks                                   |
| 2017 (Dettagli) | 8 ottobre 2017    | Detroit     | Little Caesars Arena     | Kevin Owens vs. Shane McMahon                               |
| 2018 (Dettagli) | 16 settembre 2018 | Arlington   | AT&T Center              | Braun Strowman vs. Roman Reigns                             |
| 2019 (Dettagli) | 6 ottobre 2019    | Sacramento  | Golden 1 Center          | "The Fiend" Bray Wyatt vs. Seth Rollins                     |
| 2020 (Dettagli) | 25 ottobre 2020   | Orlando     | Amway Center             | Drew McIntyre vs. Randy Orton                               |
| 2021 (Dettagli) | 20 giugno 2021    | Tampa       | Yuengling Center         | Bobby Lashley vs. Drew McIntyre                             |
| 2022 (Dettagli) | 5 giugno 2022     | Rosemont    | Allstate Arena           | Cody Rhodes vs. Seth Rollins                                |